# Frontón internacional
El handball de pared, también conocido como 1-wall, wallball o frontón internacional es un juego de pelota de estilo indirecto en el que uno golpea una pequeña pelota de goma con la mano contra una pared, con el objetivo del juego de anotar más puntos que el oponente cuando golpea la pelota para que rebote en la pared y el piso (dentro de las líneas de la cancha) de tal manera que el oponente no pueda devolver la pelota y así anotar un punto. El deporte se creó para aglutinar algunas variedades (como el handball americano, la pelota vasca, el Patball, el balonmano gaélico , el pêl-law (balonmano galés) y la el frontó valenciano).

## Cancha

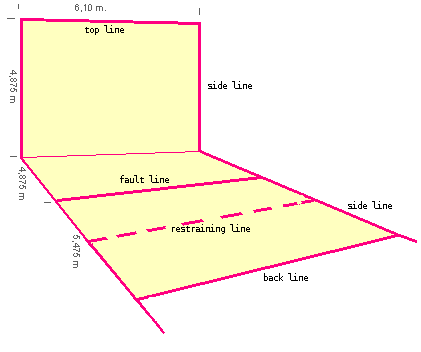
Cancha de frontón internacional

El frontón internacional utiliza el diseño de campo de juego más básico del estilo indirecto: una pared donde la pelota debe rebotar.
Esta única muralla, el frontón, tiene 6,1 metros (6,7 yd) ancho y 4,9 metros (5,4 yd) alto. Desde las esquinas izquierda y derecha se dibujan dos líneas en el suelo, 1,6 metros (1,7 yd) largo, que marcan el lugar en el que puede botar la pelota, este es el campo de juego.
Debe haber algún espacio libre fuera del campo de juego de 1,8 metros (2 yd) para que los jugadores jueguen pelotas que corren el riesgo de rebotar dos veces.
A 4,9 metros (5,4 yd) desde el frontón hay una línea en el suelo, la línea de falla. El jugador que saca debe lanzar la pelota antes de esa línea, y la pelota debe sobrepasarla después de botar en el frontón.
A 10,6 metros (11,6 yd) desde el frontón hay otra línea en el suelo, la línea de fondo, en la que la pelota no puede botar.
De acuerdo con el handball americano (y a diferencia de la pelota vasca y el frontó valenciano ) no hay pared izquierda ni trasera, la pelota puede botar en las líneas y, especialmente, no hay línea en el frontón por donde pase la pelota.

## Pelota
La One Wall Ball / pelota de frontón internacional ("bola grande") es sintética, sin ningún color predeterminado. De acuerdo con las reglas de juego de la GAA Handball [a partir de enero de 2019] (que está en línea con las reglas de juego de la Asociación de balonmano de los Estados Unidos), la pelota utilizada debe estar de acuerdo con lo siguiente:
1. Material. El material debe ser caucho o sintético.
2. Color. El color es opcional.
3. Tamaño. 1 y 7/8 de pulgada de diámetro, con una variación de 1/32 de pulgada, +/-
4. Peso. La bola pesará 61 gramos, con una variación de 3 gramos, +/-
5. Rebote. El rebote de una caída libre, una caída de 70 pulgadas a un piso de madera es de 48 a 52 pulgadas a una temperatura de 68 grados F.[3]

Esta pelota también se utiliza en las clases 'Big Ball' en los Campeonatos Mundiales de Balonmano organizados por el Consejo Mundial de Balonmano. La pelota One Wall está ampliamente disponible: entre los fabricantes de la pelota One Wall están O'Neills, la marca Decathlon 'Urball', la marca MacSports 'Challenger' y Sky Bounce. La 'bola pequeña' (utilizada principalmente en las competiciones de handball americano / balonmano gaélico de 4 paredes) también se usa en las especialidades de una pared / wallball de 'pequeña bola' en los Campeonatos del Mundo.

## Reglas
Dos jugadores (1 contra 1) o cuatro jugadores (2 contra 2) juegan a sumar puntos hasta que uno de ellos logra dos sets (compuestos por 21 puntos).
(En caso de empate, 1-1 sets, se juega un tercer set, donde el primer servicio lo hace el ganador del set anterior)
Los jugadores golpean la pelota con la mano para que rebote en el frontón y caiga al campo de juego. Quien no lo haga comete una falta y pierde un punto, luego el oponente saca.
Se comete falta si:
- El jugador golpea la pelota con cualquier otra parte del cuerpo que no sea la mano,
- La pelota no bota en el frontón,
- El primer rebote de la pelota en el suelo es fuera del campo de juego,
- El jugador golpea la pelota después de un segundo rebote en el suelo.

## Competiciones
Hay varias competiciones internacionales importantes que se celebran en el deporte, además de los clubes / comunidades / asociaciones regionales en todo el mundo que organizan sus propios torneos locales / regionales.
El Tour europeo de 1 pared es un circuito de Ballball en Europa. Seis a ocho naciones organizan una abierta cada año, cada uno inclusive y alentadoras con los grados para los mejores jugadores mayores a los principiantes.
Los Campeonatos internacionales de handball están organizados por la CIJB (también conocida como la Confederación del Juego Internacional de Ball) anualmente con las Federaciones de País que forman parte del CIJB representadas (Argentina, Bélgica, Colombia , Ecuador, Francia, Italia, México, Países Bajos, España, Uruguay e Inglaterra).
Un campeonato mundial para el deporte también está organizado por el Consejo Mundial de Handball cada tres años (con el Consejo Mundial de Handball que representa a las federaciones de balonmano de EE. UU. (Asociación de Handball de Estados Unidos), Irlanda (Gaa Taronball Ireland), Canadá (Asociación Canadiense del balonmano), Australia, Japón, Puerto Rico y República Checa) Aunque los jugadores que representan a los países que no forman formalmente parte del Consejo son bienvenidos a participar en los campeonatos mundiales del Consejo. 